# 张志法
张志法（1953年—），山东东平人，汉族，中华人民共和国政治人物、第十一届全国人民代表大会山东地区代表。
毕业于天津财经学院财务会计专业，是中共党员。担任泰山玻璃纤维有限公司董事长。2008年起担任全国人大代表。